# Vélar fausse-giroflée
Erysimum cheiranthoides
Espèce
Classification phylogénétique
Le Vélar fausse giroflée (Erysimum cheiranthoides) est une plante de la famille des Brassicacées.

## Description

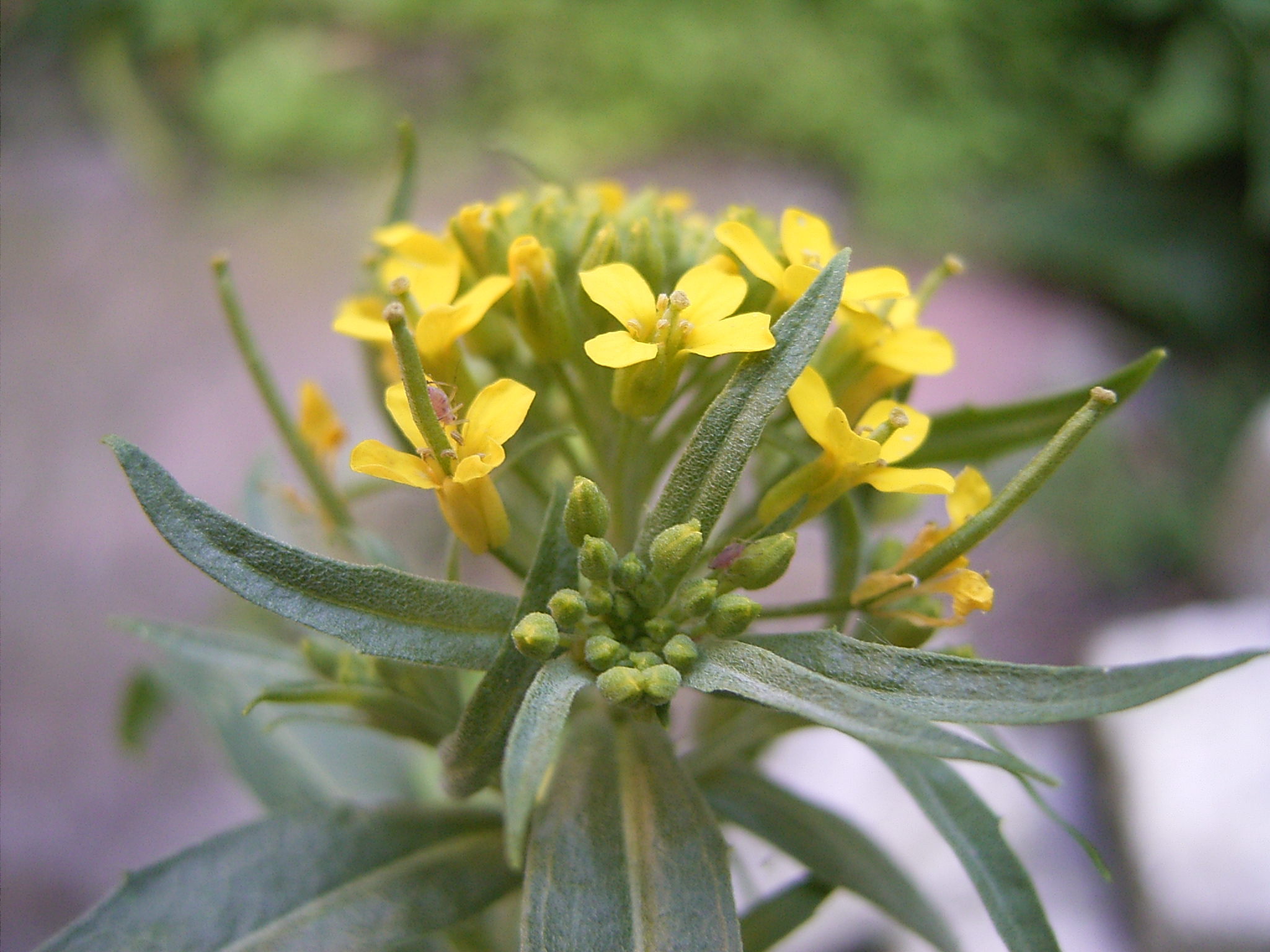
Fleurs.

### Caractéristiques
- Organes reproducteurs
  - Couleur dominante des fleurs : jaune
  - Période de floraison : juin-octobre
  - Inflorescence : racème simple
  - Sexualité : hermaphrodite
  - Pollinisation : entomogame, autogame
- Graine
  - Fruit : silique
  - Dissémination : barochore
- Habitat et répartition
  - Habitat type : friches annuelles hygrophiles eutrophiles pionnières, eurasiatiques.
  - Aire de répartition : holarctique

### Comestibilité
Les plantes de la famille des brassicacées sont pour la plupart comestibles. Toutefois, le vélar fausse giroflée est l'une des deux brassicacées toxiques que nous pouvons rencontrer en France, avec le Giroflée (Cheiranthus cheiri L.). Il peut provoquer des troubles digestifs et cardiaques.
De manière générale, les brassicacées ne doivent pas être ramassées dans des endroits pollués. La présence de soufre fait qu'elles ne sont pas mycorhizables et filtrent mal les pollutions,.
données d'après : Julve, Ph., 1998 ff. - Baseflor. Index botanique, écologique et chorologique de la flore de France. Version : 23 avril 2004.